# Giải vô địch bóng đá bãi biển thế giới 2017
Giải vô địch bóng đá bãi biển thế giới 2017 là giải đấu lần thứ 9 của Giải vô địch bóng đá bãi biển thế giới, giải đấu bóng đá bãi biển quốc tế hàng đầu dành cho các đội tuyển quốc gia nam của các liên đoàn thành viên thuộc FIFA. Nhìn chung, đây là giải đấu lần thứ 19 kể từ khi phiên bản giải đấu của BSWW tổ chức từ từ năm 1995 đến năm 2004. Đây là thứ 4 giải đấu tổ chức hai năm một lần sau khi tổ chức hàng năm cho đến năm 2009.
FIFA ban đầu bắt đầu quá trình đấu thầu vào tháng 4 năm 2013, trong khi vào tháng 12 năm 2014, Bahamas được chỉ định làm chủ nhà. Đây là lần đầu tiên một giải đấu cấp cao của FIFA dành cho nam được tổ chức tại vùng Caribe và là lần đầu tiên Bahamas đăng cai một giải đấu của FIFA. 15 đội tuyển đã vượt qua các giải đấu vòng loại lục địa sơ bộ tương ứng của họ, bắt đầu vào tháng 9 năm 2016 và kết thúc vào tháng 3 năm 2017, để cùng đội chủ nhà tham dự vòng chung kết, trong đó có ba đội tuyển lần đầu tiên tham dự vòng chung kết và đáng chú ý là Nga, nhà vô địch 2 lần (2011 và 2013) đã không thể vượt qua vòng loại. Được tổ chức từ ngày 27 tháng 4 đến ngày 7 tháng 5 năm 2017 với tất cả 32 trận đấu được tổ chức tại một sân vận động có sức chứa 3.500 chỗ ngồi tại Nassau, Bahamas.
Đội chủ nhà lần đầu tiên góp mặt tại World Cup đã bị loại sớm ở vòng bảng. Bồ Đào Nha là đương kim vô địch, nhưng sau đó đã bị loại sau khi để thua Brasil ở vòng tứ kết. Cuối cùng, Brasil đã đánh bại Tahiti trong trận chung kết để giành chức vô địch thế giới lần thứ 14 kể từ khi giải đấu này ra đời vào năm 1995 và là danh hiệu thứ 5 trong kỷ nguyên FIFA, chấm dứt 8 năm chờ đợi sau lần vô địch gần nhất là vào năm 2009. Iran đã giành hạng ba, đạt được thành tích tốt nhất từ trước đến nay của một đội tuyển đến từ châu Á trong lịch sử giải đấu.

## Lựa chọn chủ nhà

### Vòng 1
Vào ngày 17 tháng 4 năm 2013, FIFA đã thông báo rằng việc đấu thầu đã bắt đầu cho 5 giải đấu từ năm 2016 đến năm 2017, bao gồm cả Giải vô địch bóng đá bãi biển thế giới. Các tuyên bố quan tâm đã được đưa ra trước hạn chót là ngày 15 tháng 5 trong khi các nước chủ nhà dự kiến sẽ được công bố vào tháng 12 năm 2013.
10 quốc gia sau đây đã chính thức nộp đơn xin đăng cai World Cup, theo thông báo của FIFA vào ngày 28 tháng 5 năm 2013.
- Argentina
- Bahrain
- Guinea Xích Đạo
- Estonia
- Ấn Độ
- Israel
- México
- Seychelles
- Nam Phi
- Thổ Nhĩ Kỳ

### Vòng 2
Do những tình tiết không được tiết lộ, FIFA đã không chọn được nước chủ nhà từ vòng đấu thầu đầu tiên vào tháng 12 năm 2013. Vì vậy, vào ngày 6 tháng 3 năm 2014, FIFA thông báo rằng việc đấu thầu đã được mở lại cho Giải vô địch bóng đá bãi biển thế giới 2017. Các liên đoàn thành viên mới quan tâm đến việc đăng cai đã nộp bản tuyên bố trước ngày 15 tháng 4 năm 2014 và cung cấp bộ tài liệu đấu thầu đầy đủ trước ngày 1 tháng 10 năm 2014.
12 quốc gia sau đây đã chính thức đấu thầu để đăng cai giải đấu. Argentina là quốc gia duy nhất nộp hồ sơ dự thầu ở cả hai vòng đấu thầu.
- Argentina
- Bahamas
- Brasil
- Quần đảo Cayman
- Costa Rica
- Ecuador
- Ai Cập
- El Salvador
- Đức
- Trinidad và Tobago
- Các Tiểu vương quốc Ả Rập Thống nhất
- Hoa Kỳ

Vào ngày 19 tháng 12 năm 2014, Ủy ban điều hành FIFA đã công bố Bahamas là chủ nhà.

## Vòng loại
Vòng loại bắt đầu với khu vực châu Âu vào ngày 2 tháng 9 năm 2016 và kết thúc với trận đấu cuối cùng của một giải đấu của AFC vào ngày 11 tháng 3 năm 2017. Đội chủ nhà Bahamas tự động giành quyền tham dự giải đấu.
Các đội tuyển  châu Âu thường nhận được 5 suất tham dự World Cup, và các đội tuyển Bắc Mỹ nhận được hai suất. Tuy nhiên, vì Bahamas với tư cách là đội chủ nhà tự động tham dự giải đấu, mặc định giành được một trong hai suất của Bắc Mỹ nên FIFA đã quyết định chuyển một suất từ UEFA sang CONCACAF để vẫn cho phép hai đội tuyển Bắc Mỹ đủ điều kiện như bình thường, giảm số suất của châu Âu xuống còn 4.

### Khu vực châu Phi
Hai đội tuyển của vòng loại khu vực châu Phi được xác định thông qua Cúp bóng đá bãi biển châu Phi 2016 (lần đầu tiên giải đấu vòng loại được tổ chức dưới tên gọi Cúp bóng đá bãi biển châu Phi sau khi CAF tăng cường cam kết với môn bóng đá bãi biển vào năm 2015). Tám đội tuyển đã tham gia vòng chung kết từ ngày 13 đến ngày 18 tháng 12 tại Lagos, Nigeria, các đội tuyển đã vượt qua vòng loại từ vòng play-off hai lượt gồm 14 đội vào tháng 8 và tháng 9. Sénégal cuối cùng đã giành chức vô địch châu Phi lần thứ tư và lần thứ tư liên tiếp tham dự World Cup. Á quân và chủ nhà Nigeria cũng đã lọt vào vòng loại kể từ lần đầu tiên vào năm 2011.

### Khu vực châu Á
Vòng loại dành cho các thành viên của AFC đã diễn ra tại Kuala Terengganu, Malaysia từ ngày 4 đến ngày 11 tháng 3 năm 2017. Ban đầu có 14 đội tuyển tham dự nhưng có hai đội tuyển (Myanmar và Uzbekistan) đã rút lui trước khi giải đấu bắt đầu. Chưa bao giờ không vượt qua được vòng loại World Cup kỷ nguyên FIFA, Nhật Bản đã tiến gần đến vòng bán kết của giải đấu với tư cách là đội nhì bảng có thành tích tốt nhất trong ba bảng ở vòng bảng. Iran và Các Tiểu vương quốc Ả Rập Thống nhất đã giành chiến thắng trong trận bán kết để đủ điều kiện tham dự World Cup (lần lượt là lần thứ 7 và thứ 5), cùng với Iran giành chức vô địch trong trận chung kết (danh hiệu vô địch châu Á thứ 2). Hai đội thua ở bán kết là Nhật Bản và Liban thi đấu trong trận tranh hạng ba để tranh suất cuối cùng tham dự World Cup, Nhật Bản giành chiến thắng để vượt qua vòng loại.

### Khu vực Bắc, Trung Mỹ và Caribe
Giải đấu vòng loại khu vực Bắc Mỹ diễn ra từ ngày 20 đến ngày 26 tháng 2 năm 2017 tại Nassau, Bahamas tại chính sân vận động nơi tổ chức World Cup. 16 đội tuyển tham gia tranh tài ở hai suất vòng loại. Trong một bất ngờ cho tất cả, Panamá chỉ trong lần thứ hai tham dự Giải vô địch bóng đá bãi biển CONCACAF đã đánh bại cả bốn thế lực thống trị lịch sử ở Bắc Mỹ trên con đường giành chiến thắng trong giải đấu (Costa Rica ở vòng bảng, Hoa Kỳ ở tứ kết, El Salvador ở bán kết và đương kim vô địch México ở trận chung kết). Với tư cách là hai đội vào chung kết, Panamá và México đã giành quyền tham dự World Cup, Panamá là lần đầu tiên (là đội tuyển thuộc Bắc Mỹ đầu tiên tham dự World Cup kể từ năm 2009), trong khi México là lần thứ 5.

### Khu vực châu Đại Dương
Giải vô địch bóng đá bãi biển châu Đại Dương 2017 ban đầu được lên lịch tổ chức vào tháng 2, tuy nhiên vì lý do không được tiết lộ, giải đấu đã bị hủy bỏ. Do thành tích ấn tượng tại hai kỳ World Cup trước, OFC đã đích thân chọn Tahiti làm đại diện của châu Đại Dương tại World Cup 2017 (mà không cần phải vượt qua vòng loại) vào tháng 12 năm 2015.

### Khu vực Nam Mỹ
Vòng loại khu vực Nam Mỹ diễn ra tại Lambaré, Paraguay từ ngày 5 đến ngày 12 tháng 2 năm 2017 với sự tham gia của tất cả 10 thành viên của CONMEBOL (giải đấu vòng loại duy nhất có sự tham gia của tất cả các thành viên của liên đoàn tương ứng). Với ba suất tham dự, Brasil (đội tuyển vào chung kết) và đội chủ nhà Paraguay đã đảm bảo suất tham dự bằng cách giành chiến thắng trong trận bán kết tương ứng. Brasil đã đánh bại Paraguay trong trận chung kết để giành chức vô địch thứ sáu. Ecuador đã đánh bại Argentina trên chấm luân lưu trong trận tranh hạng ba để giành suất tham dự World Cup, đây cũng là lần đầu tiên Ecuador giành quyền tham dự sau khi chỉ giành được hạng tư trong ba lần trước đó. Giải đấu này khiến Argentina phải vắng mặt lần đầu tiên tại World Cup kể từ năm 2003, lần đầu tiên trong kỷ nguyên FIFA, và chỉ vắng mặt tại World Cup lần thứ ba sau lần đầu tiên góp mặt ở giải đấu là vào năm 1995.

## Các đội tuyển vượt qua vòng loại
16 đội sau đây đủ điều kiện tham dự vòng chung kết. Ngoài Bahamas tự động tham dự với tư cách là chủ nhà, 15 đội khác đủ điều kiện từ sáu giải đấu châu lục riêng biệt. Việc phân bổ suất đã được Ủy ban điều hành FIFA chấp thuận vào ngày 17 tháng 3 năm 2016.
| Liên đoàn                          | Giải đấu loại                                                         | Các đội tuyển vượt qua vòng loại  |
| ---------------------------------- | --------------------------------------------------------------------- | --------------------------------- |
| AFC (châu Á)                       | Giải vô địch bóng đá bãi biển châu Á 2017                             | Iran · Nhật Bản · UAE             |
| CAF (châu Phi)                     | Cúp bóng đá bãi biển châu Phi 2016                                    | Nigeria · Sénégal                 |
| CONCACAF (Bắc Trung, Mỹ và Caribe) | Chủ nhà                                                               | Bahamas1                          |
| CONCACAF (Bắc Trung, Mỹ và Caribe) | Giải vô địch bóng đá bãi biển CONCACAF 2017                           | México · Panamá1                  |
| CONMEBOL (Nam Mỹ)                  | Giải vô địch bóng đá bãi biển Nam Mỹ 2017                             | Brasil · Ecuador1 · Paraguay      |
| OFC (châu Đại Dương)               | Được bổ nhiệm bởi OFC (không có vòng loại)                            | Tahiti                            |
| UEFA (châu Âu)                     | Vòng loại Giải vô địch bóng đá bãi biển thế giới 2017 khu vực châu Âu | Ý · Ba Lan · Bồ Đào Nha · Thụy Sĩ |

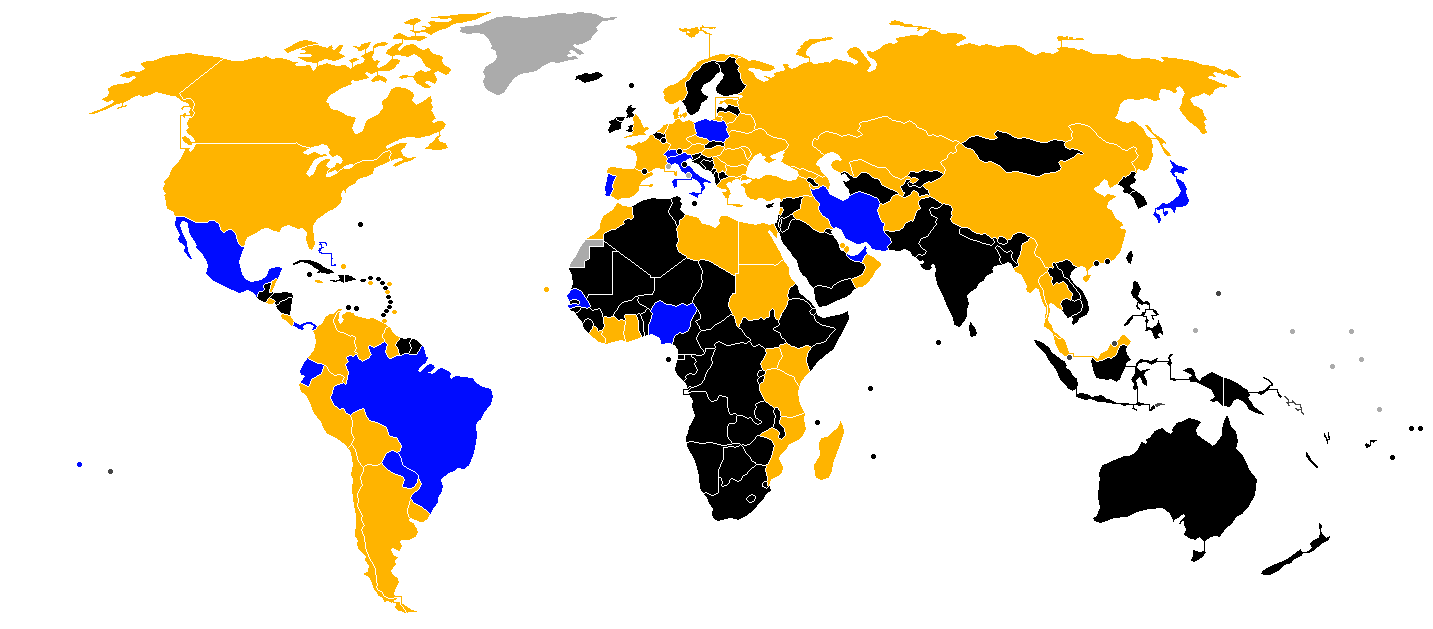
Giành quyền tham dự giải đấu
Không vượt qua vòng loại (hoặc đã rút lui)
Không tham dự
Không phải là thành viên FIFA

1.^ Các đội tuyển lần đầu tiên tham dự.

## Tổ chức
Sau đây là những cột mốc quan trọng trong quá trình tổ chức giải đấu:
- Biểu trưng chính thức được công bố vào ngày 28 tháng 7 năm 2016.[24]
- Lịch thi đấu được công bố vào ngày 30 tháng 8 năm 2016.[25]
- Bóng thi đấu chính thức được công bố vào ngày 27 tháng 1 năm 2017.[26]
- Bài hát chủ đề chính thức của giải đấu là Pure Good Vibes của nghệ sĩ người Bahamas Rock Carey đã được tiết lộ cùng với lễ bốc thăm vào ngày 28 tháng 2 năm 2017.[27][28]
- The FIFA Beach Soccer World Cup Bahamas 2017 Trophy Experience, lễ rước cúp của nhà vô địch đi vòng quanh năm hòn đảo của Bahamas từ tháng 3 đến tháng 4 năm 2017, đã được khởi động vào ngày 21 tháng 3 năm 2017.[29]
- Để đánh dấu thời điểm đếm ngược 30 ngày đến khi giải đấu bắt đầu, tấm áp phích quảng cáo chính thức của giải đấu đã được FIFA công bố vào ngày 29 tháng 3 năm 2017 tại Sân vận động bóng đá bãi biển quốc gia tại Malcolm Park.[30]
- Các đối tác của FIFA (Adidas, Coca-Cola, Gazprom, Kia Motors, Visa và WANDA) là những nhà tài trợ chính của giải đấu cùng với những đơn vị hỗ trợ tổ chức tại Bahamas (BTC, Kalik Light và Scotiabank)
- Ngân sách 7 triệu đô la Mỹ đã được phê duyệt cho giải đấu. Năm 2019, chi phí cuối cùng được báo cáo là vượt ngân sách với tổng số 9,93 triệu đô la Mỹ.[31]

## Địa điểm
Một địa điểm ở thủ đô Nassau đã được sử dụng.
| Sân vận động Nassau                               |
| 25°04′32,1″B 77°19′31,4″T / 25,06667°B 77,31667°T |
| Sức chứa: 3,500                                   |
|                                                   |

## Trọng tài
FIFA đã chọn ra 24 trọng tài từ 24 quốc gia khác nhau để điều hành các trận đấu tại World Cup, danh sách trọng tài đã được công bố vào ngày 31 tháng 3 năm 2017. Có ít nhất 1 trọng tài đại diện cho mỗi 1 trong 6 liên đoàn: 4 trọng tài từ AFC, 3 trọng tài từ CAF, 5 trọng tài từ CONMEBOL, 3 trọng tài từ CONCACAF, 1 trọng tài từ OFC và 8 trọng tài từ UEFA.
| Liên đoàn | Trọng tài                        |
| --------- | -------------------------------- |
| AFC       | Ebrahim Almansory                |
| AFC       | Yuichi Hatano                    |
| AFC       | Bakhtiyor Namazov                |
| AFC       | Shao Liang                       |
| CAF       | Issam Bousbih                    |
| CAF       | Said Hachim                      |
| CAF       | Jelili Ogunmuyiwa                |
| CONCACAF  | Juan Angeles                     |
| CONCACAF  | Gonzalo Yurandir Carballo Perez  |
| CONCACAF  | Miguel Lopez                     |
| CONMEBOL  | Pablo Marcelo Cadenasso Martinez |
| CONMEBOL  | Jorge Luis Martínez Pavón        |
| CONMEBOL  | Ivo Moraes                       |
| CONMEBOL  | Micke Palomino                   |
| CONMEBOL  | Mariano Romo                     |

| Liên đoàn                  | Trọng tài |
| -------------------------- | --------- |
| OFC                        | Hugo Pado |
| UEFA                       |           |
| Laurynas Arzuolaitis       |           |
| Sofien Benchabane          |           |
| Eduards Borisevics         |           |
| Sergio Filipe Gomes Soares |           |
| Ago Kärtmann               |           |
| Gionni Matticoli           |           |
| Łukasz Ostrowski           |           |
| Jude Amin Utulu            |           |

## Bốc thăm
Lễ bốc thăm vòng bảng được tổ chức vào 20:00 ngày 28 tháng 2 năm 2017 (EST (UTC−5)) tại Khách sạn Atlantis Paradise Island ở Nassau, Bahamas, với sự tham dự của Thủ tướng Bahamas Perry Christie và Tổng thư ký CONCACAF Philippe Moggio. Cựu cầu thủ bóng đá quốc tế Brasil Emerson và Hoa hậu Hoàn vũ Bahamas 2016 Cherell Williamson đã hỗ trợ cho lễ bốc thăm.
16 đội được chia thành 4 bảng, mỗi bảng 4 đội, với đội chủ nhà Bahamas được phân bổ vào vị trí A1. Các đội được xếp hạt giống vào các nhóm tương ứng dựa trên Bảng xếp hạng bóng đá bãi biển BSWW được công bố vào ngày 27 tháng 2 năm 2017, với các đội có thứ hạng cao nhất được xếp vào nhóm 1 cùng với đội chủ nhà, đội có thứ hạng cao tiếp theo được xếp vào nhóm 2, v.v. Danh tính của các đội tuyển thuộc AFC không được biết vào thời điểm bốc thăm, vì vậy ba suất dành riêng cho các đội tuyển thuộc AFC được xếp hạt giống dựa trên thứ tự mà họ sẽ hoàn thành trong Giải vô địch bóng đá bãi biển châu Á 2017 chứ không phải bảng xếp hạng thế giới, với đội chiến thắng ở vòng loại sẽ vào nhóm 2, đội á quân vào nhóm 3 và đội hạng ba vào nhóm 4. Các đội từ cùng một liên đoàn không được bốc thăm để đấu với nhau ở vòng bảng.
| Nhóm 1                                                                                | Nhóm 2                                               | Nhóm 3                                                | Nhóm 4                                                     |
| ------------------------------------------------------------------------------------- | ---------------------------------------------------- | ----------------------------------------------------- | ---------------------------------------------------------- |
| - Bahamas (Chủ nhà – được phân bổ vào A1), (44) - Bồ Đào Nha (1) - Brasil (3) - Ý (4) | - Iran (5) - Thụy Sĩ (6) - Tahiti (7) - Paraguay (9) | - México (10) - Ba Lan (14) - Sénégal (15) - UAE (19) | - Nhật Bản (8) - Nigeria (20) - Ecuador (22) - Panamá (27) |

Chú thích: Các con số trong ngoặc đơn là thứ hạng thế giới của các đội tuyển đi kèm trước khi bốc thăm.

## Đội hình
Mỗi đội đầu tiên sắp xếp cho đội hình sơ bộ gồm 18 cầu thủ. Từ đội hình sơ bộ, đội sau đó sắp xếp cho đội hình cuối cùng gồm 12 cầu thủ (hai trong số đó phải là thủ môn) trước thời hạn của FIFA là ngày 20 tháng 4 năm 2017. Các cầu thủ trong đội hình cuối cùng có thể được thay thế do chấn thương nghiêm trọng trong vòng 24 giờ trước khi trận đấu đầu tiên của đội bắt đầu.

## Vòng bảng
Mỗi đội được 3 điểm cho một trận thắng trong thời gian thi đấu chính thức, 2 điểm cho một trận thắng trong thời gian hiệp phụ, 1 điểm cho một trận thắng trong loạt sút luân lưu và không có điểm cho một trận thua. Hai đội đứng đầu mỗi bảng sẽ tiến vào vòng tứ kết.
Tất cả các trận đấu diễn ra theo Múi giờ miền Đông (UTC−4).

### Các tiêu chí vòng bảng
Thứ hạng của các đội ở mỗi bảng được xác định như sau (quy định Điều 18.5):
1. Điểm đạt được trong tất cả các trận đấu vòng bảng;

Nếu hai hoặc nhiều đội bằng điểm nhau dựa trên tiêu chí trên, thứ hạng của họ sẽ được xác định như sau:
1. Điểm đạt được trong các trận đấu vòng bảng giữa các đội liên quan;
2. Hiệu số bàn thắng thua trong các trận đấu vòng bảng giữa các đội liên quan;
3. Số bàn thắng được ghi trong các trận đấu vòng bảng giữa các đội liên quan;
4. Hiệu số bàn thắng thua trong tất cả các trận đấu vòng bảng;
5. Số bàn thắng được ghi trong tất cả các trận đấu vòng bảng;
6. Điểm kỷ luật:   - Thẻ vàng đầu tiên: trừ 1 điểm;
  - Thẻ đỏ gián tiếp (thẻ vàng thứ hai): trừ 3 điểm;
  - Thẻ đỏ trực tiếp: trừ 4 điểm;
  - Thẻ vàng và thẻ đỏ trực tiếp: trừ 5 điểm;
7. Quyết định bốc thăm của Ban tổ chức.

### Bảng A
| VT | Đội         | Tr | T | T+ | TLL | B | BT | BB | BHS | Đ | Giành quyền tham dự     |
| -- | ----------- | -- | - | -- | --- | - | -- | -- | --- | - | ----------------------- |
| 1  | Thụy Sĩ     | 3  | 2 | 0  | 1   | 0 | 18 | 13 | +5  | 7 | Vòng đấu loại trực tiếp |
| 2  | Sénégal     | 3  | 2 | 0  | 0   | 1 | 25 | 7  | +18 | 6 | Vòng đấu loại trực tiếp |
| 3  | Bahamas (H) | 3  | 1 | 0  | 0   | 2 | 7  | 14 | −7  | 3 |                         |
| 4  | Ecuador     | 3  | 0 | 0  | 0   | 3 | 6  | 22 | −16 | 0 |                         |

| Ecuador | 0–9      | Sénégal                                                                      |
| ------- | -------- | ---------------------------------------------------------------------------- |
|         | Chi tiết | Diagne 6', 17' · Barry 7', 9', 21' · Ndoye 15', 34' · Diassy 24' · Balde 25' |

| Bahamas                     | 2–3      | Thụy Sĩ                 |
| --------------------------- | -------- | ----------------------- |
| St. Fleur 1' · Christie 31' | Chi tiết | Ott 6' · Hodel 13', 27' |

| Thụy Sĩ                                                                     | 9–5      | Ecuador                                                   |
| --------------------------------------------------------------------------- | -------- | --------------------------------------------------------- |
| M. Jaeggy 7' · Stankovic 8', 15', 33' · Ott 10', 10', 18', 23' · Werder 10' | Chi tiết | Bailon 15' · Cedeno 16', 22' · Delgado 21' · Gallegos 23' |

| Sénégal                                                                                | 10–1     | Bahamas              |
| -------------------------------------------------------------------------------------- | -------- | -------------------- |
| Sylla 1' · Balde 2', 3', 21' · Diagne 5' · Diassy 8' · Ndoye 26', 30' · Diouf 34', 34' | Chi tiết | Christie 17' (ph.đ.) |

| Thụy Sĩ                                                              | 6–6 (s.h.p.) | Sénégal                                                       |
| -------------------------------------------------------------------- | ------------ | ------------------------------------------------------------- |
| Hodel 4' · Stankovic 23' (ph.đ.), 24', 31' · Werder 28' · Spacca 39' | Chi tiết     | Fall 2' · Balde 13' · Diagne 18', 32' · Ndoye 25' · Ndour 38' |
| Loạt sút luân lưu                                                    |              |                                                               |
| M. Jaeggy · Hodel · Stankovic                                        | 3–1          | Barry · Diagne                                                |

| Bahamas                                          | 4–1      | Ecuador     |
| ------------------------------------------------ | -------- | ----------- |
| Francois 19', 33' · St. Fleur 22' · Williams 34' | Chi tiết | Moreira 29' |

### Bảng B
| VT | Đội     | Tr | T | T+ | TLL | B | BT | BB | BHS | Đ | Giành quyền tham dự     |
| -- | ------- | -- | - | -- | --- | - | -- | -- | --- | - | ----------------------- |
| 1  | Ý       | 3  | 3 | 0  | 0   | 0 | 25 | 11 | +14 | 9 | Vòng đấu loại trực tiếp |
| 2  | Iran    | 3  | 1 | 0  | 1   | 1 | 11 | 11 | 0   | 4 | Vòng đấu loại trực tiếp |
| 3  | Nigeria | 3  | 0 | 1  | 0   | 2 | 15 | 20 | −5  | 2 |                         |
| 4  | México  | 3  | 0 | 0  | 0   | 3 | 7  | 16 | −9  | 0 |                         |

| Iran                                       | 3–2      | México                    |
| ------------------------------------------ | -------- | ------------------------- |
| Hosseini 20' · Akbari 29' · Ahmadzadeh 31' | Chi tiết | Mosco 21' · Maldonado 25' |

| Nigeria                                                | 6–12     | Ý                                                                                                  |
| ------------------------------------------------------ | -------- | -------------------------------------------------------------------------------------------------- |
| Abu 2', 28', 35' · Godspower 6' · Tale 22' · Emeka 23' | Chi tiết | Palmacci 2', 31', 31' · Zurlo 9' · Gori 19', 21', 23', 29', 29', 32' · Di Palma 23' · Chiavaro 35' |

| Ý                                                    | 5–4      | Iran                                                    |
| ---------------------------------------------------- | -------- | ------------------------------------------------------- |
| Gori 8', 26' · Corisiniti 29' · Ramacciotti 29', 34' | Chi tiết | Akbari 9' · Ahmadzadeh 11' · Mesigar 18' · Mokhtari 36' |

| México                                                          | 4–5 (s.h.p.) | Nigeria                                             |
| --------------------------------------------------------------- | ------------ | --------------------------------------------------- |
| Villa 8' · A. Rodríguez 15' · Maldonado 16' (ph.đ.) · Mosco 39' | Chi tiết     | Emeka 15' · Abu 20', 39' · Tale 35' · Godspower 37' |

| Ý                                                                                  | 8–1      | México        |
| ---------------------------------------------------------------------------------- | -------- | ------------- |
| Di Palma 3' · Zurlo 17' · Palmacci 17', 26' · Gori 20', 24', 31' · Ramacciotti 34' | Chi tiết | Maldonado 35' |

| Nigeria                                                        | 4–4 (s.h.p.) | Iran                                   |
| -------------------------------------------------------------- | ------------ | -------------------------------------- |
| Tale 15' (ph.đ.) · Emmanuel 19' · Godspower 22' · Ibenegbu 33' | Chi tiết     | Ahmadzadeh 8', 21' · Mokhtari 16', 33' |
| Loạt sút luân lưu                                              |              |                                        |
| Tale · Ibenegbu · Ogodo                                        | 1–2          | Boulokbashi · Nazem · Akbari           |

### Bảng C
| VT | Đội        | Tr | T | T+ | TLL | B | BT | BB | BHS | Đ | Giành quyền tham dự     |
| -- | ---------- | -- | - | -- | --- | - | -- | -- | --- | - | ----------------------- |
| 1  | Paraguay   | 3  | 2 | 0  | 0   | 1 | 12 | 8  | +4  | 6 | Vòng đấu loại trực tiếp |
| 2  | Bồ Đào Nha | 3  | 1 | 1  | 0   | 1 | 12 | 6  | +6  | 5 | Vòng đấu loại trực tiếp |
| 3  | UAE        | 3  | 1 | 0  | 1   | 1 | 6  | 6  | 0   | 4 |                         |
| 4  | Panamá     | 3  | 0 | 0  | 0   | 3 | 4  | 14 | −10 | 0 |                         |

| Bồ Đào Nha                                                                        | 7–0      | Panamá |
| --------------------------------------------------------------------------------- | -------- | ------ |
| Torres 3' · Leo Martins 5', 28' · Coimbra 6' · José Maria 13', 32' · Belchior 31' | Chi tiết |        |

| UAE                            | 3–2      | Paraguay         |
| ------------------------------ | -------- | ---------------- |
| Haitham 5', 12' · W. Beshr 25' | Chi tiết | Carballo 9', 29' |

| Paraguay                                             | 5–3      | Bồ Đào Nha                 |
| ---------------------------------------------------- | -------- | -------------------------- |
| Rolon 4' · Moran 16', 31' · Lopez 27' · Carballo 27' | Chi tiết | Jordan 11', 18' · Alan 34' |

| Panamá                                   | 2–2 (s.h.p.) | UAE                                       |
| ---------------------------------------- | ------------ | ----------------------------------------- |
| Galvez 2' · Arrocha 2'                   | Chi tiết     | Walid 1', 9'                              |
| Loạt sút luân lưu                        |              |                                           |
| R. Garcia · Bultron · E. Garcia · Watson | 2–3          | Haitham · W. Beshr · A. Beshr · Ali Karim |

| Paraguay                                                          | 5–2      | Panamá                 |
| ----------------------------------------------------------------- | -------- | ---------------------- |
| Villaverde 1' · Benitez 5' · Zayas 10' · Carballo 25' · Moran 30' | Chi tiết | Watson 9' · Rangel 27' |

| UAE       | 1–2 (s.h.p.) | Bồ Đào Nha                    |
| --------- | ------------ | ----------------------------- |
| Karim 36' | Chi tiết     | Belchior 19' · Bruno Novo 37' |

### Bảng D
| VT | Đội      | Tr | T | T+ | TLL | B | BT | BB | BHS | Đ | Giành quyền tham dự     |
| -- | -------- | -- | - | -- | --- | - | -- | -- | --- | - | ----------------------- |
| 1  | Brasil   | 3  | 3 | 0  | 0   | 0 | 20 | 8  | +12 | 9 | Vòng đấu loại trực tiếp |
| 2  | Tahiti   | 3  | 2 | 0  | 0   | 1 | 13 | 11 | +2  | 6 | Vòng đấu loại trực tiếp |
| 3  | Nhật Bản | 3  | 1 | 0  | 0   | 2 | 15 | 17 | −2  | 3 |                         |
| 4  | Ba Lan   | 3  | 0 | 0  | 0   | 3 | 12 | 24 | −12 | 0 |                         |

| Nhật Bản                                                                    | 9–4      | Ba Lan                                             |
| --------------------------------------------------------------------------- | -------- | -------------------------------------------------- |
| Goto 4', 5', 18', 22', 27' · Oba 16' (ph.đ.) · Iino 22' · Yamauchi 23', 30' | Chi tiết | Jesionowski 18' · Saganowski 19', 26' · Ziober 36' |

| Brasil                                          | 4–1      | Tahiti  |
| ----------------------------------------------- | -------- | ------- |
| Filipe 5' · Bruno Xavier 7' · Catarino 13', 29' | Chi tiết | Tepa 3' |

| Tahiti                                                 | 4–3      | Nhật Bản              |
| ------------------------------------------------------ | -------- | --------------------- |
| Labaste 4' · Tavanae 26' · Tepa 28' · Li Fung Kuee 35' | Chi tiết | Akaguma 26', 31', 34' |

| Ba Lan                                            | 4–7      | Brasil                                                                          |
| ------------------------------------------------- | -------- | ------------------------------------------------------------------------------- |
| Jesionowski 3', 34' · Saganowski 32', 36' (ph.đ.) | Chi tiết | Lucao 6' · Catarino 20', 31' · Rodrigo 24' · Fernando 26', 34' · Mauricinho 36' |

| Tahiti                                                                             | 8–4      | Ba Lan                                                                    |
| ---------------------------------------------------------------------------------- | -------- | ------------------------------------------------------------------------- |
| Li Fung Kuee 2', 36' · Tavanae 4', 34' · Tepa 7' · Tchen 12' · N. Bennett 13', 18' | Chi tiết | Lenart 22' · Kubiak 27' (ph.đ.) · R. Bennett 31' (l.n.) · Jesionowski 34' |

| Brasil                                                                               | 9–3      | Nhật Bản                                 |
| ------------------------------------------------------------------------------------ | -------- | ---------------------------------------- |
| Goto 5' (l.n.) · Rodrigo 6', 17', 23', 28', 36' · Mauricinho 20', 35' · Catarino 21' | Chi tiết | Oba 10' · Goto 12' · Bokhinha 22' (l.n.) |

## Vòng đấu loại trực tiếp

### Sơ đồ
|  | Tứ kết             | Tứ kết             |                    |       | Bán kết       | Bán kết       |  |  | Chung kết | Chung kết |
|  |                    |                    |                    |       |               |               |  |  |           |           |
|  | 4 tháng 5 – Nassau |                    |                    |       |               |               |  |  |           |           |
|  |                    |                    |                    |       |               |               |  |  |           |           |
|  | Thụy Sĩ            | 3                  |                    |       |               |               |  |  |           |           |
|  | Thụy Sĩ            | 3                  | 6 tháng 5 – Nassau |       |               |               |  |  |           |           |
|  | Iran (s.h.p.)      | 4                  |                    |       |               |               |  |  |           |           |
|  | Iran (s.h.p.)      | 4                  | Iran               | 1 (2) |               |               |  |  |           |           |
|  | 4 tháng 5 – Nassau |                    | Iran               | 1 (2) |               |               |  |  |           |           |
|  |                    | Tahiti (p)         | 1 (3)              |       |               |               |  |  |           |           |
|  | Paraguay           | Tahiti (p)         | 1 (3)              | 4     |               |               |  |  |           |           |
|  | Paraguay           |                    | 7 tháng 5 – Nassau | 4     |               |               |  |  |           |           |
|  | Tahiti             | 6                  |                    |       |               |               |  |  |           |           |
|  | Tahiti             | 6                  | Tahiti             | 0     |               |               |  |  |           |           |
|  | 4 tháng 5 – Nassau |                    | Tahiti             | 0     |               |               |  |  |           |           |
|  |                    | Brasil             | 6                  |       |               |               |  |  |           |           |
|  | Ý                  | Brasil             | 6                  | 5     |               |               |  |  |           |           |
|  | Ý                  | 6 tháng 5 – Nassau |                    | 5     |               |               |  |  |           |           |
|  | Sénégal            | 1                  |                    |       |               |               |  |  |           |           |
|  | Sénégal            | 1                  | Ý                  | 4     |               |               |  |  |           |           |
|  | 4 tháng 5 – Nassau |                    | Ý                  | 4     |               |               |  |  |           |           |
|  |                    | Brasil             | 8                  |       | Tranh hạng ba | Tranh hạng ba |  |  |           |           |
|  | Brasil             | Brasil             | 8                  | 4     | Tranh hạng ba | Tranh hạng ba |  |  |           |           |
|  | Brasil             |                    | 7 tháng 5 – Nassau | 4     |               |               |  |  |           |           |
|  | Bồ Đào Nha         | 3                  |                    |       |               |               |  |  |           |           |
|  | Bồ Đào Nha         | 3                  | Iran               | 5     |               |               |  |  |           |           |
|  |                    |                    |                    |       |               |               |  |  |           |           |
|  | Ý                  | 3                  |                    |       |               |               |  |  |           |           |
|  | Ý                  | 3                  |                    |       |               |               |  |  |           |           |

### Tứ kết
| Paraguay                                   | 4–6      | Polynésie thuộc Pháp                                                             |
| ------------------------------------------ | -------- | -------------------------------------------------------------------------------- |
| Fernandez 15' · Moran 18', 24' · Zayas 36' | Chi tiết | Torohia 9' · N. Bennett 12' · Taiarui 19' · Labaste 29' · Tavanae 36' · Tepa 36' |

| Brasil                                               | 4–3      | Bồ Đào Nha                  |
| ---------------------------------------------------- | -------- | --------------------------- |
| Catarino 1' · Datinha 19' (ph.đ.), 21' · Rodrigo 34' | Chi tiết | Torres 1' · Jordan 12', 30' |

| Thụy Sĩ                        | 3–4 (s.h.p.) | Iran                                          |
| ------------------------------ | ------------ | --------------------------------------------- |
| Stankovic 17' · Hodel 18', 23' | Chi tiết     | Ahmadzadeh 4', 14' · Nazem 36' · Mokhtari 39' |

| Ý                                                                | 5–1      | Sénégal           |
| ---------------------------------------------------------------- | -------- | ----------------- |
| Gori 2' (ph.đ.), 23', 27' (ph.đ.) · Marrucci 21' · Frainetti 25' | Chi tiết | Balde 34' (ph.đ.) |

### Bán kết
| Iran                                                        | 1–1 (s.h.p.) | Polynésie thuộc Pháp                                               |
| ----------------------------------------------------------- | ------------ | ------------------------------------------------------------------ |
| Nazem 19'                                                   | Chi tiết     | Tepa 32'                                                           |
| Loạt sút luân lưu                                           |              |                                                                    |
| Nazem · Mokhtari · Akbari · Ahmadzadeh · Kiani · Behzadpour | 2–3          | N. Bennett · Teriitau · Li Fung Kuee · Labaste · Tepa · R. Bennett |

| Ý                                                                | 4–8      | Brasil                                                                                  |
| ---------------------------------------------------------------- | -------- | --------------------------------------------------------------------------------------- |
| Marrucci 2' · Ramacciotti 9' · Gori 26' (ph.đ.) · Corosiniti 26' | Chi tiết | Mauricinho 2', 15', 19' · Rodrigo 9' · Catarino 12' · Lucão 12' · Mão 22' · Bokinha 26' |

### Tranh hạng ba
| Iran                                                         | 5–3      | Ý                               |
| ------------------------------------------------------------ | -------- | ------------------------------- |
| Ahmadzadeh 3', 14', 36' (ph.đ.) · Mokhtari 19' · Mesigar 30' | Chi tiết | 26', 29' Gori · 33' Ramacciotti |

### Chung kết
| Tahiti | 0–6      | Brasil                                                           |
| ------ | -------- | ---------------------------------------------------------------- |
|        | Chi tiết | Mauricinho 1', 18' · Datinha 7' · Catarino 30' · Daniel 32', 33' |

## Giải thưởng
Sau trận chung kết lúc 18:00 theo giờ địa phương, FIFA đã trao giải thưởng cá nhân cho ba cầu thủ xuất sắc nhất giải đấu, ba cầu thủ ghi nhiều bàn thắng nhất và thủ môn xuất sắc nhất. Ngoài ra, một giải thưởng tập thể đã được trao cho đội có nhiều điểm nhất trong bảng xếp hạng Fair Play. Sau đó, chiếc cúp vô địch đã được trao cho Brasil, nhà vô địch mùa giải năm nay.
Khi quyết định giải thưởng ghi bàn, những cầu thủ có cùng số bàn thắng ghi được sau đó được chia dựa trên số pha kiến tạo mà những cầu thủ có cùng số pha kiến tạo đó thực hiện trong suốt giải đấu, trong đó cầu thủ có nhiều pha kiến tạo hơn được xếp hạng cao hơn những cầu thủ khác. Trong trường hợp này, Rodrigo và Ahmadzadeh đều có 9 bàn thắng. Tuy nhiên, Rodrigo có 3 pha kiến tạo so với 1 của Ahmadzadeh và do đó được xếp hạng tương ứng.

### Vô địch
| Giải vô địch bóng đá bãi biển thế giới 2017              |
| -------------------------------------------------------- |
| · Brasil · Lần thứ 5 · Danh hiệu vô địch thế giới thứ 14 |

### Giải thưởng cá nhân
| adidas Quả bóng vàng                  | adidas Quả bóng bạc   | adidas Quả bóng đồng   |
| ------------------------------------- | --------------------- | ---------------------- |
| Mohammad Ahmadzadeh                   | Mauricinho            | Datinha                |
| adidas Chiếc giày vàng                | adidas Chiếc giày bạc | adidas Chiếc giày đồng |
| Gabriele Gori                         | Rodrigo               | Mohammad Ahmadzadeh    |
| 17 bàn                                | 9 bàn                 | 9 bàn                  |
| adidas Găng tay vàng                  |                       |                        |
| Peyman Hosseini                       |                       |                        |
| Giải phong cách FIFA                  |                       |                        |
| Brasil                                |                       |                        |
| Bàn thắng ấn tượng nhất               |                       |                        |
| Peyman Hosseini trong trận gặp México |                       |                        |

## Thống kê

### Cầu thủ ghi bàn
Gabriele Gori, cầu thủ ghi nhiều bàn thắng nhất đã ghi được số bàn thắng cao thứ hai từng ghi được trong một kỳ World Cup với 17 bàn và là cầu thủ người Ý đầu tiên của kỷ nguyên FIFA ghi nhiều bàn thắng nhất (Alessandro Altobelli là cầu thủ ghi nhiều bàn thắng nhất trong kỷ nguyên trước FIFA tại các mùa giải 1995 và 1996). Đáng chú ý là Madjer (người giữ kỷ lục về số bàn thắng cao nhất được ghi tại một kỳ World Cup duy nhất (21 vào năm 2006) và tổng số bàn thắng cao nhất trong kỷ nguyên FIFA là 87) đã không ghi được một bàn thắng nào tại một trận chung kết World Cup lần đầu tiên.
Dejan Stankovic, cựu cầu thủ giành giải Chiếc giày vàng đã ghi được số bàn thắng cao nhất (7 bàn) kể từ khi giành giải thưởng với 16 bàn thắng vào năm 2009. Pedro Moran, cầu thủ giành giải Chiếc giày vàng trong lần trao giải trước (với 8 bàn thắng) đã ghi được 5 bàn thắng trong lần này.
Tổng cộng có 103 cầu thủ ghi bàn tại mùa giải năm nay.
17 bàn
- Gabriele Gori

9 bàn
- Mohammad Ahmadzadeh
- Rodrigo

8 bàn
- Mauricinho
- Catarino

7 bàn
- Dejan Stankovic

6 bàn
- Ibrahima Balde
- Takasuke Goto

5 bàn
- Papa Ndoye
- Dario Ramacciotti
- Noel Ott
- Paolo Palmacci
- Pedro Moran
- Abu Azeez
- Glenn Hodel
- Patrick Tepa
- Mohammad Mokhtari
- Mamour Diagne

4 bàn
- Boguslaw Saganowski
- Heiarii Tavanae
- Jordan Santos
- Jakub Jesionowski
- Carlos Carballo

3 bàn
- Ramon Maldonado
- Naea Bennett
- Godspower Igudia
- Victor Tale
- Takuya Akaguma
- Hamidou Barry
- Raimana Li Fung Kuee
- Datinha

2 bàn
- Gavin Christie
- Haitham Mohamed
- Emeka Ogbonna
- Walid Mohammad
- Ze Maria
- Orlando Zayas
- Matteo Marrucci
- Daniel
- Lucao
- Francesco Corosiniti
- Bruno Torres
- Belchior
- Daniel Cedeno
- Hamad Diouf
- Takaaki Oba
- Benjamin Mosco
- Lansana Diassy
- Nicola Werder
- Jean Francois
- Michele Di Palma
- Ali Nazem
- Leo Martins
- Lesly St. Fleur
- Moslem Mesigar
- Shusei Yamauchi
- Tearii Labaste
- Emmanuele Zurlo
- Amir Akbari

1 bàn
- Abdiel Villa
- Bruno Xavier
- Mo Jaeggy
- Fernando
- Joffre Delgado
- Konrad Kubiak
- Pascual Galvez
- Kyle Williams
- Witold Ziober
- Cristhian Gallegos
- Segundo Moreira
- Jorge Bailon
- Julio Watson
- Filipe
- Angelo Tchen
- Heimanu Taiarui
- Justo Arrocha
- Coimbra
- Emmanuel Ohwoferia
- Gilberto Rangel
- Mão
- Jonathan Torohia
- Babacar Fall
- Juan Lopez
- Bokinha
- Jesus Rolon
- Sandro Spaccarotella
- Tomasz Lenart
- Ali Karim
- Ivan Fernandez
- Waleed Beshr
- Alan Cavalcanti
- Sergio Villaverde
- Alessio Frainetti
- Gustavo Benitez
- Bruno Novo
- Papa Ndour
- Peyman Hosseini
- Bartholomew Ibenegbu
- Mamadou Sylla
- Alfioluca Chiavaro
- Tomoyuki Iino
- Angel Rodriguez

Bàn phản lưới nhà
- Raimoana Bennett (trong trận gặp Ba Lan)
- Takasuke Goto (trong trận gặp  Brasil)
- Bokhinha (trong trận gặp Nhật Bản)

Nguồn: FIFA

### Kỷ luật
Tổng kết số liệu thống kê
| - Tổng số thẻ vàng: 58 · Trung bình số thẻ vàng mỗi trận: 1,81 - Tổng số thẻ đỏ: 3 · Trung bình số thẻ đỏ mỗi trận: 0,09 - Thẻ vàng đầu tiên của giải đấu: · Angel Rodriguez cho México trong trận đấu với Iran - Thẻ đỏ đầu tiên của giải đấu: · Al Seyni Ndiaye cho Sénégal trong trận đấu với Thụy Sĩ - Số lượng thẻ phạt nhiều nhất (trận đấu): 7 (7 thẻ vàng, 0 thẻ đỏ) · Tahiti v Ba Lan - Số lượng thẻ phạt ít nhất (trận đấu): 0 · Brasil v Tahiti, Bồ Đào Nha v Panamá, Panamá v UAE, Paraguay v Bồ Đào Nha, Nigeria v Iran, Paraguay v Panamá, Thụy Sĩ v Iran, Tahiti v Brasil - Thẻ vàng nhiều nhất (đội): 10 · Ba Lan - Thẻ đỏ nhiều nhất (đội): 1 · Sénégal, Paraguay, Ý | - Thẻ vàng ít nhất (đội): 0 · UAE, Panamá - Số lỗi nhiều nhất (đội, mỗi trận): 10 · Ba Lan - Số lần phạm lỗi nhiều nhất (đội, mỗi trận): 9 · Ý - Số lỗi ít nhất (đội, mỗi trận): 4 · UAE - Số lần phạm lỗi ít nhất (đội, mỗi trận): 2 · México - Số lỗi dẫn đến phạt đền nhiều nhất (đội, tổng cộng): 5 · Sénégal - Số lỗi dẫn đến phạt đền ít nhất (đội, tổng cộng): 0 · Panamá, Thụy Sĩ, UAE, · Bahamas, México |

Nguồn: FIFA (đội tuyển), FIFA (cầu thủ)

### Bảng xếp hạng giải đấu
| VT | Bg | Đội         | Tr | T | T+ | TLL | B | BT | BB | BHS | Đ  | Chung cuộc          |
| -- | -- | ----------- | -- | - | -- | --- | - | -- | -- | --- | -- | ------------------- |
| 1  | D  | Brasil      | 6  | 6 | 0  | 0   | 0 | 38 | 15 | +23 | 18 | Vô địch             |
| 2  | D  | Tahiti      | 6  | 3 | 0  | 1   | 2 | 20 | 22 | −2  | 10 | Á quân              |
| 3  | B  | Iran        | 6  | 2 | 1  | 1   | 2 | 21 | 18 | +3  | 9  | Hạng ba             |
| 4  | B  | Ý           | 6  | 4 | 0  | 0   | 2 | 37 | 25 | +12 | 12 | Hạng tư             |
|    |    |             |    |   |    |     |   |    |    |     |    |                     |
| 5  | A  | Thụy Sĩ     | 4  | 2 | 0  | 1   | 1 | 21 | 17 | +4  | 7  | Bị loại ở Tứ kết    |
| 6  | A  | Sénégal     | 4  | 2 | 0  | 0   | 2 | 26 | 12 | +14 | 6  | Bị loại ở Tứ kết    |
| 7  | C  | Paraguay    | 4  | 2 | 0  | 0   | 2 | 16 | 14 | +2  | 6  | Bị loại ở Tứ kết    |
| 8  | C  | Bồ Đào Nha  | 4  | 1 | 1  | 0   | 2 | 15 | 10 | +5  | 5  | Bị loại ở Tứ kết    |
|    |    |             |    |   |    |     |   |    |    |     |    |                     |
| 9  | C  | UAE         | 3  | 1 | 0  | 1   | 1 | 6  | 6  | 0   | 4  | Bị loại ở Vòng bảng |
| 10 | D  | Nhật Bản    | 3  | 1 | 0  | 0   | 2 | 15 | 17 | −2  | 3  | Bị loại ở Vòng bảng |
| 11 | A  | Bahamas (H) | 3  | 1 | 0  | 0   | 2 | 7  | 14 | −7  | 3  | Bị loại ở Vòng bảng |
| 12 | B  | Nigeria     | 3  | 0 | 1  | 0   | 2 | 15 | 20 | −5  | 2  | Bị loại ở Vòng bảng |
| 13 | B  | México      | 3  | 0 | 0  | 0   | 3 | 7  | 16 | −9  | 0  | Bị loại ở Vòng bảng |
| 14 | C  | Panamá      | 3  | 0 | 0  | 0   | 3 | 4  | 14 | −10 | 0  | Bị loại ở Vòng bảng |
| 15 | D  | Ba Lan      | 3  | 0 | 0  | 0   | 3 | 12 | 24 | −12 | 0  | Bị loại ở Vòng bảng |
| 16 | A  | Ecuador     | 3  | 0 | 0  | 0   | 3 | 6  | 22 | −16 | 0  | Bị loại ở Vòng bảng |

## Bản quyền phát sóng
Bảng sau đây tóm tắt thông tin về một số quốc gia được cấp phép và tham gia phát sóng.
| Lãnh thổ              | Đơn vị được cấp phép phát sóng                | Tham khảo |
| --------------------- | --------------------------------------------- | --------- |
| Albania               | RTSH                                          | [ 77 ]    |
| Argentina             | DirecTV Latin America                         | [ 77 ]    |
| Armenia               | ARMTV                                         | [ 77 ]    |
| Úc                    | SBS                                           | [ 77 ]    |
| Áo                    | ORF                                           | [ 77 ]    |
| Azerbaijan            | İTV                                           | [ 77 ]    |
| Belarus               | BTRC                                          | [ 77 ]    |
| Bỉ                    | VRT, RTBF                                     | [ 77 ]    |
| Bosna và Hercegovina  | BHRT                                          | [ 77 ]    |
| Brasil                | SporTV, Band                                  | [ 77 ]    |
| Bulgaria              | BNT                                           | [ 77 ]    |
| Canada                | TSN                                           | [ 77 ]    |
| Caribe                | DirecTV                                       | [ 77 ]    |
| Chile                 | Canal 13, TVN, Mega                           | [ 77 ]    |
| Croatia               | HRT                                           | [ 77 ]    |
| Síp                   | CyBC                                          | [ 77 ]    |
| Séc                   | Đài Truyền hình Séc                           | [ 77 ]    |
| Ecuador               | DirecTV Latin America, RTS                    | [ 77 ]    |
| Estonia               | ERR                                           | [ 77 ]    |
| Europe                | Eurosport                                     | [ 77 ]    |
| Gruzia                | GPB                                           | [ 77 ]    |
| Hungary               | MTVA                                          | [ 77 ]    |
| Iceland               | RÚV                                           | [ 77 ]    |
| Tiểu lục địa Ấn Độ    | Sony Pictures Networks India                  | [ 77 ]    |
| Iran                  | IRIB TV3, IRIB Varzesh                        | [ 77 ]    |
| Ireland               | RTÉ                                           | [ 77 ]    |
| Israel                | IBA                                           | [ 77 ]    |
| Nhật Bản              | Fuji Television                               | [ 77 ]    |
| Kosovo                | RTK                                           | [ 77 ]    |
| Latvia                | LTV                                           | [ 77 ]    |
| Litva                 | LRT                                           | [ 77 ]    |
| Macedonia             | MRT                                           | [ 77 ]    |
| Malaysia & Brunei     | Astro                                         | [ 77 ]    |
| Malta                 | PBS                                           | [ 77 ]    |
| México                | Televisa, Azteca                              | [ 77 ]    |
| Trung Đông và Bắc Phi | BeIN Sports MENA                              | [ 77 ]    |
| Moldova               | TRM                                           | [ 77 ]    |
| Hà Lan                | NOS                                           | [ 77 ]    |
| New Zealand           | Sky Sports                                    | [ 77 ]    |
| Panamá                | TVN, SKY, RPC TV Canal 4                      | [ 77 ]    |
| Philippines           | ABS-CBN                                       | [ 77 ]    |
| Ba Lan                | Đài Truyền hình Ba Lan                        | [ 77 ]    |
| Bồ Đào Nha            | RTP                                           | [ 77 ]    |
| România               | TVR                                           | [ 77 ]    |
| Serbia                | RTS                                           | [ 77 ]    |
| Châu Phi Hạ Sahara    | Econet Media                                  | [ 77 ]    |
| Slovakia              | RTVS                                          | [ 77 ]    |
| Slovenia              | RTVSLO                                        | [ 77 ]    |
| Thụy Sĩ               | SRG SSR                                       | [ 77 ]    |
| Thổ Nhĩ Kỳ            | TRT                                           | [ 77 ]    |
| Uruguay               | Saeta TV Channel 10, Teledoce, Monte Carlo TV | [ 77 ]    |
| Hoa Kỳ                | Fox Sports, Telemundo                         | [ 77 ]    |
| Venezuela             | Meridiano Television                          | [ 77 ]    |

1. ↑  Thỏa thuận giữa FIFA/DirecTV bao gồm quyền phát sóng ở 27 quốc gia
2. ↑  Thỏa thuận FIFA/Eurosport bao gồm các quyền ở tất cả 52 quốc gia châu Âu, ngoại trừ Kazakhstan. Các quốc gia châu Âu riêng lẻ khác được liệt kê cho thấy các giấy phép phát sóng bổ sung ở các quốc gia đó.
3. ↑  Thỏa thuận giữa FIFA/Sony bao gồm quyền phát sóng ở 7 quốc gia
4. ↑  Thỏa thuận giữa FIFA/beIN Sports Arabia bao gồm quyền phát sóng tại 13 quốc gia thuộc Thế giới Ả Rập
5. ↑  Thỏa thuận FIFA/Econet bao gồm quyền phát sóng ở 42 quốc gia